# 에렉테우스

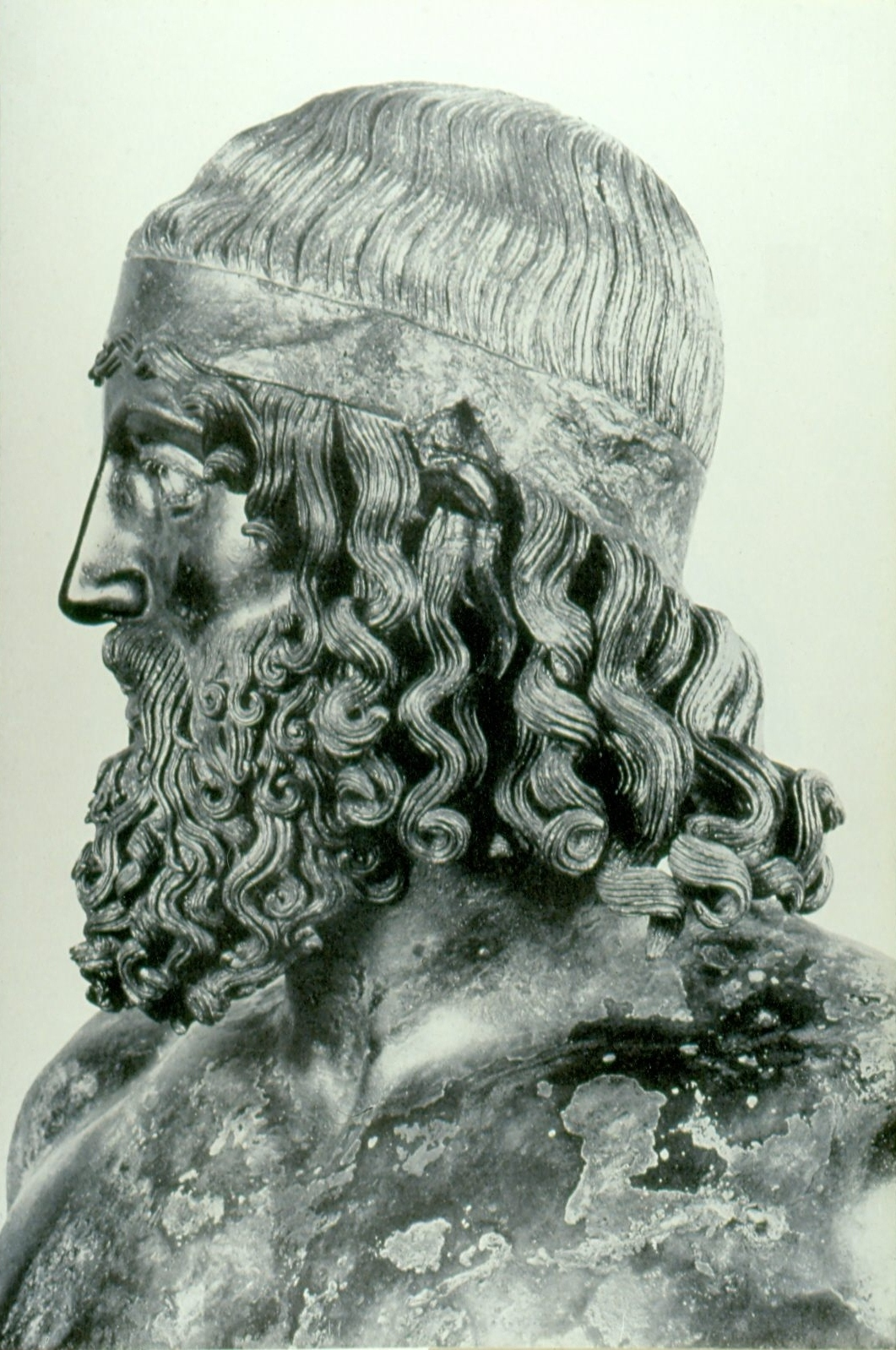

에렉테우스(그리스어: Ἐρεχθεύς)는 그리스 신화에서 아테나이의 임금이었다.

## 생애
호메로스의 일리아스에서 그는 헤파이스토스와 땅의 여신 가이아의 아이로 대개는 후세 작가들에게 에릭토니오스라 불린다. 그를 때로 '에렉테우스 1세'라고 부르기도 한다.
다른 에렉테우스는 판디온 1세와 제욱시페의 아들이다. 이 판디온은 에릭토니오스의 아들이며 그는 에렉테우스 2세로 불리기도 한다.
아테나이의 포세이돈은 '포세이돈 에렉테우스'라 알려져 있다. 트라케 임금 에우몰포스와 전쟁을 하여 승리를 거두었으나 벼락을 맞고 죽었다고 한다.
다른 전승에는 판디온 2세가 아니라 크수토스가 그의 뒤를 계승하였다는 전설도 있다. 이 전설에 의하면 에렉테우스가 사망할 무렵 그의 자녀들이 어렸다는 것이다. 그러나 판디온은 에렉테우스의 아들이 아니라 형제라는 전승도 있어서 각 전설들 간에 모순점이 생긴다.

### 에렉테우스 2세의 이야기
아폴로도로스에 따르면 에렉테우스 2세는 부테스라는 쌍둥이 형제가 있었다. 그는 에렉테우스의 딸 크토니아와 결혼하였다. 에렉테우스와 부테스는 판디온의 권력을 나누었다. 에렉테우스는 물리적인 법을 가졌고 부테스는 아테나와 포세이돈의 제사장이 되었다. 이 권리는 그의 후손에게 물려주었다.
에렉테우스는 프락시테아와 결혼하여 여러 딸을 얻었는데 프로크리스, 크레우사, 크토니아와 오레이티아가 있었다.
그의 치세는 아테나이와 엘레우시스간의 전쟁이 있었는데 그때 엘레우시아인은 트라케의 에우몰푸스가 지휘하였다. 그는 포세이돈의 아들이였는데 어머니는 보레아스의 딸 키오네였다.
| 전임 판디온 1세 | 제8대 아테나이의 왕 기원전 1397년 ~ 기원전 1347년 | 후임 케크롭스 2세 |